# Helen Suzman
Helen Suzman, née Helen Gavronsky le 7 novembre 1917 à Germiston en Afrique du Sud et morte le 1er janvier 2009 à Johannesbourg, est une femme politique sud-africaine, députée de l'opposition progressiste de 1953 à 1989, d'abord comme membre du Parti uni (1953-1959) puis du Parti progressiste. Elle est un symbole de la lutte des Blancs progressistes contre l'apartheid.  

## Origines, études et famille
Fille d'émigrés juifs de Lituanie qui fuient l'antisémitisme, elle est née à Germiston (Transvaal) dans la banlieue de Johannesbourg. Elle connaît une enfance privilégié avec une éducation dans des écoles privées, des leçons de tennis et de natation. Helen Suzman étudie à l'université du Witwatersrand où elle est plus tard assistante en économie. Elle épouse Moses Suzman, un cardiologue, avec qui elle a eu deux enfants, Patricia et Frances.

## Carrière politique

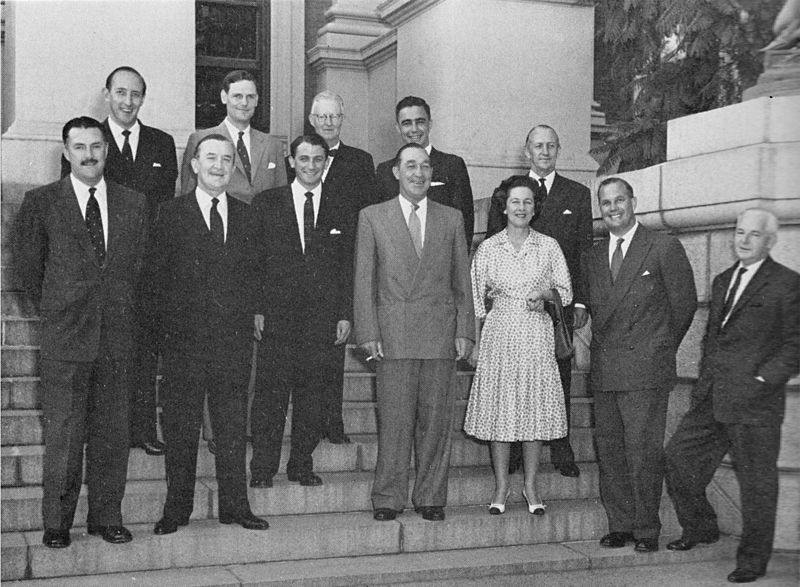
Le caucus du Parti progressiste en 1960. Au premier rang : Walter Stanford, Harry Gordon Lawrence, Boris Wilson, Jan Steytler, Helen Suzman, Colin Eglin, Owen Williams. Au second rang : Ray Swart, Clive van Ryneveld, John Cope, Zach de Beer, Ronald Butcher.

Elle est élue députée de Houghton, un quartier riche à dominante juive de Johannesbourg, de 1953 à  sa retraite en 1989. D'abord sous l'étiquette du Parti uni de J.G.N. Strauss, qui est autrefois celui de l'ancien premier ministre Jan Smuts, elle quitte le Parti uni avec d'autres dissidents pour former en 1959 le Parti progressiste (Progressive Party - PP) dont elle est la seule élue au parlement entre 1961 et 1974.
Opposante à l'apartheid, elle intervient sans relâche pour défendre la liberté d'expression de tous les Sud-africains et combattre les textes législatifs organisant la séparation des races. Victime de misogynie et d'antisémitisme, elle ne se décourage pas. 
Alors qu'elle avait déclaré que Hendrik Verwoerd (premier ministre de 1958 à 1966) avait quelque chose de presque diabolique, elle considère par contre que le successeur de ce dernier John Vorster avait de la chair et du sang. 
En 1974, elle est rejointe par 6 nouveaux élus du PP.  
En 1989, Suzman renonce à se représenter mais apporte son soutien au nouveau Parti démocratique et demeure très active dans la politique sud-africaine.

## Carrière post-politique
Les universités d'Oxford, de Cambridge et d'Harvard l'ont faite docteur honoris causa et son combat contre l'apartheid lui vaut, en 1978, la médaille des droits de l'homme aux Nations unies et, en 1980, la médaille de l'héroïsme.
Aujourd'hui, la fondation Helen Suzman participe à la promotion de la démocratie libérale en Afrique du Sud.
Veuve depuis 1994, Helen Suzman, continue de critiquer les hommes politiques d'Afrique du Sud, notamment le président Thabo Mbeki pour ses positions sur le SIDA et le Zimbabwe, et apporte son soutien à Tony Leon lors de la crise en 2001 au sein de l'Alliance démocratique. En 2005, elle dénonce la pauvreté du débat politique au sein du parlement et s'étonne de voir l'opposition disposer de moins de pouvoirs qu'à l'époque où elle était parlementaire. 
En 2004, Helen Suzman se voit attribuer par le public la 24e place sur la liste des 100 plus grands Sud-Africains de tous les temps.
Lors de son 90e anniversaire en 2007, elle en appelle « au renforcement de l'opposition dans une démocratie encore en construction », estimant que ce qui a remplacé l'apartheid n'est pas très satisfaisant et elle déclare que l'hégémonie politique de l'ANC a transformé l'Afrique du Sud en régime à parti unique, avec un verrouillage de la justice. Si elle s'en prend une nouvelle fois au président Thabo Mbeki dont elle fustige « les errements dans la lutte contre le sida » et « sa diplomatie silencieuse envers le Zimbabwe, dont l'économie est en ruine et les droits de l'homme en berne », c'est surtout au fonctionnement du Parlement qu'elle s'attaque. Elle déclare ainsi qu'au moment où elle était la seule députée progressiste, entre 1961 et 1974, elle avait « toujours eu la possibilité d'exprimer ses opinions » mais qu'en 2007, « c'est beaucoup plus difficile, le rôle de l'opposition n'est pas reconnu. Les questions restent sans réponse, elles sont déclarées invalides ».
Ses propos sont ainsi perçus comme une trahison par certains anciens militants de la lutte contre l'apartheid mais selon Helen Suzman, ces critiques émanent de ceux qui « minimisent volontairement le rôle des libéraux blancs peu à peu effacé des livres d'Histoire ». C'est dans ce contexte qu'elle reçoit le soutien de Mangosuthu Buthelezi qui estima qu'elle n'avait pas « reçu la reconnaissance qu'elle mérite » et qu'elle avait manifesté « un grand courage pour amoindrir certains des pires excès du gouvernement d'apartheid. Ce serait travestir l'histoire que de ne pas reconnaître son rôle dans le récit de notre combat ». 
Elle meurt paisiblement, à 91 ans, à son domicile, en 2009.